# Marché du Niger
Le Marché du Niger est un marché de Conakry, en république de Guinée, légèrement plus petit que l'autre marché principal de la ville, le Marché Madina.
Il vend des fruits et légumes et selon Lonely Planet a un problème avec le vol à la tire.

## Voir également
- Marché Madina
- Liste des bâtiments et structures en Guinée